# Каменка (Пологовский район)
Каменка (укр. Кам'янка, до 1935 года Цареконстанти́новка, до 2016 года — Ку́йбышево, до 2021 года — Бельма́к) — посёлок (Каменский поселковый совет), Пологовского района, Запорожская область, Украина.
Являлось до 2021 года административным центром Бельмакского поселкового совета, в который, кроме того, входили сёла Грузское, Дубовое, Трудовое, Червоное Озеро и ликвидированное село Широкое.

## Географическое положение
Посёлок находится на берегах реки Каменка, недалеко от её истоков, ниже по течению на расстоянии в 2,5 км расположено село Широкое. По посёлку протекает несколько пересыхающих ручьев с запрудами.

## История
- Основано в 1782 году село Ка́менка (укр. Камянка).
- В ревизских сказках за 1811 г., 1816 г., 1828 г, 1835 г., находящихся на хранении в Государственном архиве Запорожской области (фонд 12, опись 2) посёлок называется  село Цареконстантиновка Александровского уезда Екатеринославской губернии.
- С 1845 года — село Цареконстантиновка Александровского уезда Екатеринославской губернии[7].
- На 1903 год в селе жителей 7710 человек обоего полу, дворов 1 100, школа, проводились три ярмарки и еженедельно майданы (базары), почтовая станция, 10 торгово-промышленных заведений.
- С апреля 1935 года — село Ку́йбышево[8] в честь умершего тогда советского хозяйственного деятеля Валериана Куйбышева.

В ходе Великой Отечественной войны село с 1941 по 1943 год находилось под немецкой оккупацией.
В 1952 году здесь действовали щебёночный завод, промкомбинат с кирпично-черепичным производством, мельница, маслозавод, одна средняя школа, семь семилетних и начальных школ и две библиотеки.
В 1957 году присвоен статус посёлок городского типа.
По состоянию на начало 1973 года здесь действовали завод «Электроприбор», маслосыродельный завод, кирпичный завод, историко-краеведческий музей и несколько других предприятий и организаций.
С сентября 1976 года — посёлок (не пгт) Куйбышево.
В мае 1995 года Кабинет министров Украины утвердил решение о приватизации находившихся здесь завода «Электроприбор», маслозавода, Куйбышевской птицефабрики, райсельхозтехники и райсельхозхимии.
- В 2014 году вновь был присвоен статус посёлок городского типа.
- В мае 2016 года постановлением № 1353-VIII[11] название пгт было «декоммунизировано»[12][13] ВРУ и переименовано в Бельма́к[3][4] (укр. Більмак)[14], вопреки[15] воле местного населения, которые выступало против[15] данного названия и отстаивали название «Таврическое», согласованное с областной комиссией по вопросам названий,[16] утвердившей данное наименование.[15] Через 5 лет, в 2021 году, они добились нового переименования — в Каменку, как село изначально и называлось.
- Летом 2020 года Бельма́кский район[4] (до 2016 года — Ку́йбышевский) был ликвидирован и в основном присоединён к Пологовскому району.

### Оккупация
Находится под российской оккупацией с марта 2022 года. 

## Население
В январе 1989 года численность населения составляла 8856 человек.
На 1 января 2013 года численность населения составляла 7321 человек.

### Языковой состав
По данным переписи 2001 года 92,76 % населения посёлка указали украинский язык родным, 6,83 % — русский, 0,41 % — другие языки.

## Экономика
- Охотхозяйство[20].
- Куйбышевская птицефабрика, ОАО
- «Украина», ООО
- Аэродром с/х авиации «Куйбышево»
- ООО «Смак»
- Куйбышевский кирпичный завод
- ООО «Колос-2007»
- ООО «Скиф-ХХХ»
- ООО «Таврия-2004»
- ПП «Бизон»
- ООО «Аграрный союз Запорожье»
- Трудовской карьер
- Бельмакский райавтодор

## Объекты социальной сферы
- Куйбышевская общеобразовательная школа І—ІІІ ступеней.
- Куйбышевская специализированная общеобразовательная школа «Интеллект».
- Музыкальная школа.
- Детский сад «Солнышко».
- Детский сад «Тополёк».
- Районная больница.
- Профессионально-аграрный лицей.
- Стадион «Метеор».
- Детская игровая площадка.
- Бельмакский парк.
- Бельмакский центральный сквер.
- Братская могила советских воинов РККА, погибших при освобождении посёлка от нацистской оккупации.

## Транспорт
Рядом проходит железная дорога, в 5 км от посёлка — узловая железнодорожная станция Камыш-Заря, ранее Цареконстантиновка.
Через посёлок проходят автомобильные дороги Т-0803 и Т-0819.

## Топографические карты
- Лист карты L-37-14 Куйбышево. Масштаб: 1 : 100 000. Состояние местности на 1990 год. Издание 1992 г.